# Litsea imthurnii
Litsea imthurnii är en lagerväxtart som beskrevs av William Bertram Turrill. Litsea imthurnii ingår i släktet Litsea och familjen lagerväxter. Inga underarter finns listade i Catalogue of Life.